# Gare de Chartham
Ne doit pas être confondu avec Gare de Chatham.
La gare de Chartham est une gare ferroviaire du Royaume-Uni, située au village de Chartham dans le Kent en Angleterre. 
Elle est exploitée par Southeastern.